# Страдание
Страдание са неприятни, тягостни и мъчителни усещания, при което даденият индивид изпитва физически и/или емоционален дискомфорт, болка, стрес и мъка. Страданието е причинено обикновено от нанасянето на щети или заплахата за нанасяне на щети. Има различни степени на страдание – от леко до непоносимо. Страданието може да е причинено от физическа болка, по-често обаче тя е психическа и емоционална. Много често думите болка и страдание вървят ръка за ръка.

## Религии
Темата за страданието е важна в почти всички религии, по отношение на въпроси както следва:
- утешение или успокоение;
- морално поведение (да не се причинява вреда, помощ за страдащите, показване на състрадание);
- духовното израстване чрез трудности в живота или чрез самовъзложени изпитания (като покаяние и аскетизъм) и разрешаването на страданието чрез спасение или в Будизма прекратяване на страданието при постигане на Нирвана.

Страданието се явява много важна съставка на християнското учение за спасение на душата. Страданието е пътят към Божието царство. Това е начинът, по който Бог прави хората праведни и ги изчиства от греховете. Според християнската религия страданията и мъките трябва да се понасят търпеливо и да не се губи вяра и надежда.
Четирите благородни истини на Будизма са за дуккха, термин, обикновено превеждан като страдание. Те определят:
1. каква е природата на страданието;
2. нейните причини;
3. неговото прекратяване;
4. пътищата, които водят до неговото прекратяване чрез (Благородният Осмократен Път).

Особено Махаяна Будизмът смята състраданието (каруна) за основна практика по пътя към просветлението. Въздържането от причиняването на вреда на другите същества (ахимса) е основен принцип за будизма и индуизма.